# Palmer College of Chiropractic

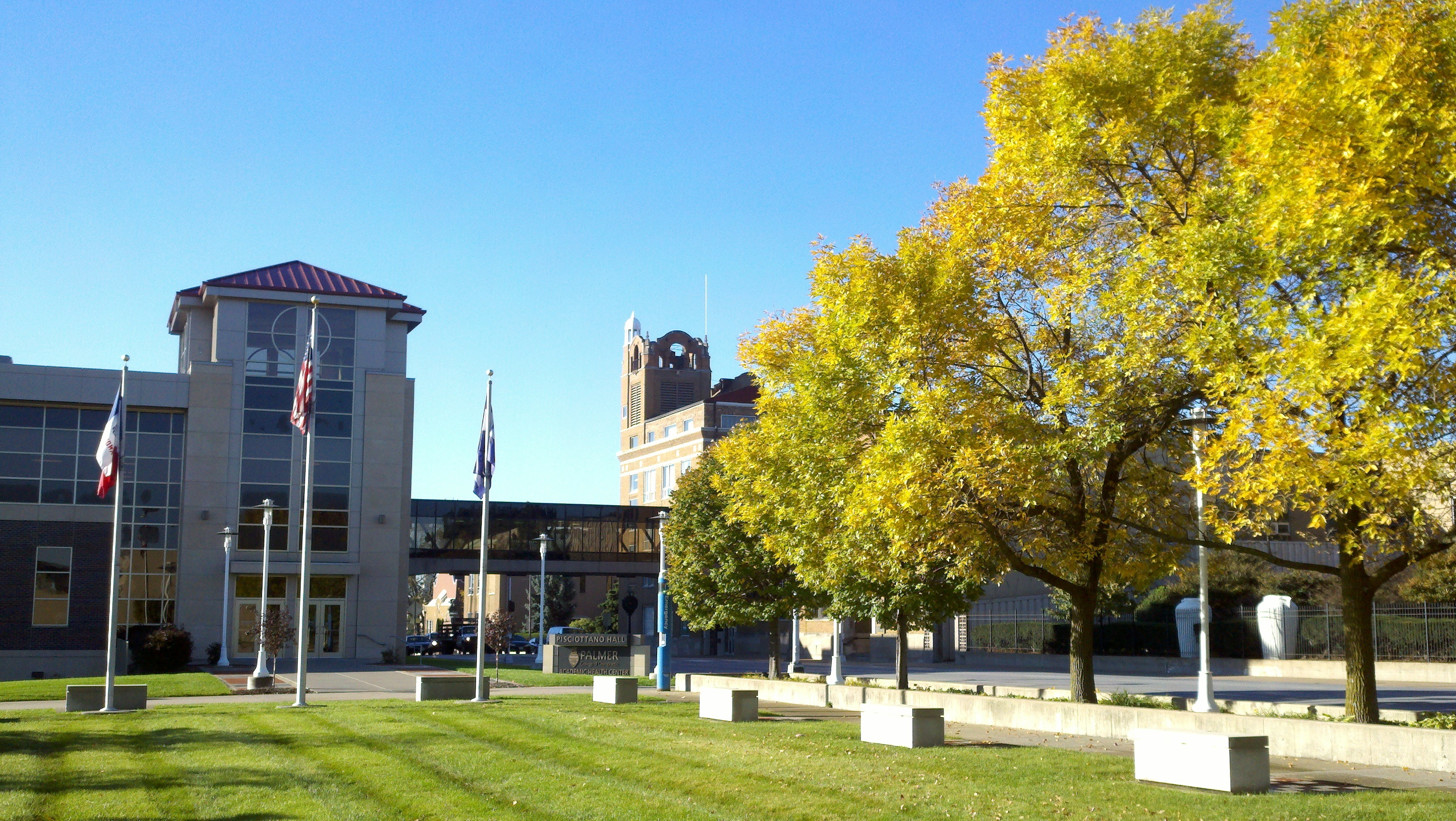

Il Palmer College of Chiropractic è un college privato per chiropratici, il cui campus principale è situato a Davenport, Iowa. È stato fondata nel 1897 da Daniel David Palmer ed è la prima scuola di chiropratica al mondo. Il nome del college era originariamente Palmer School and Cure e in seguito divenne la Palmer School of Chiropractic. La maggior parte delle scuole più antiche di chiropratica furono fondate da alunni della Palmer.

## Storia
La Palmer School of Chiropractic è stata fondata da D.D. Palmer, il fondatore della chiropratica. Il figlio di D.D., il dottor B.J. Palmer, è considerato lo sviluppatore della chiropratica perché ha notevolmente ampliato l'ambito della scuola e ha gettato le basi per il campus e per la professione esistenti. Ha assunto la responsabilità della Palmer School of Chiropractic nel 1904. Secondo il sito web del Palmer College, i "contributi di B.J. includevano ricerche approfondite, metodi migliori di aggiustamento e analisi della colonna vertebrale, standard più elevati per l'educazione chiropratica e maggiore apprezzamento per la chiropratica in tutto il mondo".
Dopo la morte di B.J. nel 1961, suo figlio, il dottor David D. Palmer, divenne presidente della scuola e cambiò il suo nome in Palmer College of Chiropractic, che fu uno dei passaggi che portarono all'accreditamento della scuola. Il dottor Dave, come era noto, modernizzò il campus, stabilì lo status di non-profit per il college e organizzò il Palmer College of Chiropractic International Alumni Association. Il College ha ricevuto l'accreditamento dal Council on Chiropractic Education e dalla North Central Association of Colleges and Schools, in gran parte grazie alla sua leadership, ma non prima della sua morte nel 1978.
Il college ha aperto dei campus a San Jose, in California, nel 1980, e a Port Orange, in Florida, nel 2002. Il College un tempo faceva parte del Palmer Chiropractic University System. Sebbene non sia più un sistema universitario, il Palmer è un college con tre campus, il campus principale situato a Davenport, Iowa e le due sedi distaccate (il campus di San Jose, in California e il campus di Port Orange, in Florida). Il College è un'organizzazione senza scopo di lucro governata da un unico consiglio di amministrazione.

### Davenport, campus dell'Iowa
Il Palmer Center for Chiropractic Research è stato fondato nel 1995 e si trova nel campus di Davenport, Iowa, nel William and Jo Harris Building. Il Palmer Center for Chiropractic Research rappresenta lo sforzo di ricerca più grande e più finanziato all'interno della formazione per chiropratici. Il Palmer Center for Chiropractic Research comprende tutti e tre i campus Palmer e impiega un vicecancelliere per la ricerca e la politica sanitaria, un direttore della ricerca, 10 docenti a tempo pieno, 8 docenti associati e 23 personale amministrativo e professionale con un budget annuale totale di circa $ 5 milioni all'anno, gran parte del quale è sostenuto da sovvenzioni e contratti.
Il campus è composto da edifici nuovi e storici. Il Palmer College of Chiropractic Academic Health Center (aperto nel 2007), che contiene la clinica ambulatoriale del College, il dipartimento di radiologia clinica (con radiologia digitale), il dipartimento di riabilitazione chiropratica e lesioni sportive e il centro di risorse per l'apprendimento clinico. Altri edifici includono la David D. Palmer Health Sciences Library, il Memorial Building (l'edificio più antico del campus), il Campus Center, BJ e Mabel Palmer Residence, Vickie Anne Palmer Hall, tra gli altri.

#### Palmer Health Sciences Library
La David D. Palmer Health Sciences Library ha sede a Davenport, Iowa, con filiali nei campus in Florida e in California, che servono gli studenti e il personale del Palmer College of Chiropractic. I database di ricerca della biblioteca includono CINAHL Complete, MEDLINE Complete, DynaMed Plus e PubMed. Oltre a libri, materiali audiovisivi e riviste, la biblioteca ha una collezione di modelli anatomici e sale studio. La biblioteca partecipa al prestito interbibliotecario utilizzando Docline e l'OCLC (Online Computer Library Catalog).
L'area destinata alle collezioni speciali e agli archivi contiene più di 10.000 libri e 2.500 volumi di riviste ed è considerato la risorsa storica di chiropratica più completa al mondo. Il materiale d'archivio include anche gli archivi del Palmer's College e altri materiali della professione chiropratica. Le collezioni speciali sono ospitate nel campus principale di Davenport, Iowa.
A partire da novembre 2018, il personale della biblioteca è il seguente: Sandy Lewis è il capo bibliotecario dei servizi tecnici, Carrie Meeker è il capo bibliotecario dei servizi pubblici e Rosemary Riess è il capo bibliotecario dei servizi speciali. Edward Murphy è il Manager Bibliotecario del campus della Florida e Denise Ulett è il Manager Bibliotecario del campus West (California).

### Port Orange, Florida campus
Il campus della Florida si trova a Port Orange, in Florida.

### San Jose, California campus
Il campus occidentale si trova a San Jose, in California.

## Accreditamento
Il corso di laurea in chiropratica del Palmer College of Chiropractic campus è accreditato dalla Commissione per l'accreditamento del Council on Chiropractic Education (CCE).
I campus del Palmer College of Chiropractic sono accreditati a livello regionale dalla Commissione per l'apprendimento superiore della North Central Association of Colleges and Schools.

## Atletica

### Palmer College Dragons Hockey
La squadra di hockey maschile del Palmer College of Chiropractic, nota come Palmer Dragons, fa parte della divisione II della Mid-America Collegiate Hockey Association (MACHA) e dell'American Collegiate Hockey Association (ACHA).

### Palmer College Rugby Football Club
Il Palmer College Rugby Football Club (RFC) è stato fondato nel 1960. Palmer College RFC offre borse di studio per rugby sia parziali che complete per le lezioni.

#### Squadra di rugby maschile
La squadra di rugby maschile del Palmer College of Chiropractic, nota come Palmer College Dragons, gioca nella conferenza competitiva della divisione I del Midwest.

#### Squadra femminile di rugby
La squadra femminile di rugby del Palmer College of Chiropractic, nota anche come Palmer College Dragons, gioca nella competitiva conferenza Midwest Division II.

### Sport all'interno
Gli sport intramurali, disponibili per la comunità Palmer, includono flag football, softball, basket, bowling, pickle ball e pallavolo.

## Assistenza sociale
Il Palmer College of Chiropractic ha le Palmer Community Outreach Clinics, in tutte le sedi del campus, per servire i membri della comunità economicamente e socialmente svantaggiati a spese ridotte o nulle (che soddisfano i requisiti di necessità finanziarie). L'area Quad Cities (IA / IL) ha due cliniche di assistenza situate a Davenport, e Moline. L'area di Daytona Beach ha una clinica di assistenza situata a South Daytona, FL. L'area di South Bay ha cinque cliniche satellite. Queste forniscono opportunità per gli stage degli studenti e offrono servizi di chiropratica per i pazienti che visitano le strutture.

## Alumni
- Sylva Ashworth, chiropratica americana, che ha svolto un ruolo significativo nello sviluppo del campo chiropratico.
- Frank Farkas, ex membro della Camera dei rappresentanti della Florida.
- Clarence Gonstead, creatore della tecnica Gonstead e fondatore di una delle più grandi cliniche chiropratiche della storia a Mount Horeb.
- Mabel Heath Palmer, prima chiropratica donna, autrice del primo libro di testo di anatomia per studenti di chiropratica e fondatrice di Sigma Phi Chi, la prima confraternita di chiropratica.
- Forrest C. Shaklee, creatore del primo multivitaminico negli Stati Uniti, filosofo e imprenditore.